# 26471 Tracybecker
26471 Tracybecker è un asteroide della fascia principale. Scoperto nel 2000, presenta un'orbita caratterizzata da un semiasse maggiore pari a 1,9182221 UA e da un'eccentricità di 0,1539024, inclinata di 19,68916° rispetto all'eclittica.